# سیارک ۱۱۳۰

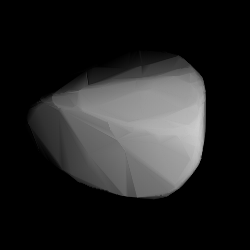
مدل سه‌بُعدی سیارک ۱۱۳۰ بر طبق منحنی نور آن

سیارک ۱۱۳۰ (به انگلیسی: 1130 Skuld، نامگذاری:1929RC) هزار و صد و سیمین سیارک کشف شده‌است که در ۲ سپتامبر ۱۹۲۹ و در هایدلبرگ کشف شد.
قدر مطلق سیارک برابر ۱۲٫۱۰ است.